# Деталь мебели
Дета́ль ме́бели — изделие мебели, изготовленное из однородного по наименованию и марке материала, например: ножка из массива древесины, стенка из древесно-волокнистой плиты, сиденье из фанеры, настилочный слой (из пенополиуретана, пенорезины), облицовка (из шпона, мебельных тканей, кожзаменителей, бумаги, пластика), короб ящика штампованный из металла или литой из пластмассы, полка из стекла, пружина из стальной проволоки, металлический угольник.

## Виды
По видам детали мебели подразделяются на:
- Основные детали — детали, формирующие корпус или каркас изделия и его составных частей, или выполняющие основную функцию изделия, а также опорные элементы.
- Облицовочные детали — детали из пластовых или рулонных материалов, покрывающие поверхности других деталей (сборочных единиц) с целью улучшения их свойств или внешнего вида.
- Соединительные детали — детали при помощи которых образуются различного вида соединения.
- Фиксирующие детали — детали, закрепляющие положение или ограничивающие перемещение других деталей (сборочных единиц) в изделиях.
- Декоративные детали — детали, устанавливаемые на лицевых поверхностях изделий мебели, придающие художественные особенности облику изделий.
- Прочие детали

## Материалы
Детали мебели могут изготавливаться из:
- древесины (пример: брусок рамки из хвойной древесины)
- древесных и полимерных материалов (пример: щит из древесно-стружечной плиты, фанеры, настилочный слой из пенополиуретана)
- металла
- стекла (пример: полка из стекла)
- тканей (пример: облицовка из ткани)
- кож и др.

Также к деталям относятся:
- изделия из вышеперечисленных материалов, подвергнутые покрытиям (защитным, декоративным), независимо от их вида, толщины и назначения.
- изделия из вышеперечисленных материалов, изготовленные из одного куска с применением местной сварки, пайки, склейки, сшивки (пример: рамка сваренная из одного куска проволоки, металлической полосы)
- изделия из облицованных (облагороженных) фанеры и плит, выпускаемых промышленностью по соответствующим стандартам и техническим условиям (пример: задняя стенка шкафа из облицованной строганым шпоном фанеры по ГОСТ 11519—77; полка из облицованной древесно-стружечной плиты по ТУ 13-417—80)
- изделия, полученные из слоистой клеёной профильной древесины (пример: блок гнутоклееного ящика, сиденья-спинки, царги стула)